# Chojewo
Chojewo – wieś w Polsce położona w województwie podlaskim, w powiecie bielskim, w gminie Brańsk.
| SIMC    | Nazwa           | Rodzaj  |
| ------- | --------------- | ------- |
| 0024526 | Chojewo-Kolonia | kolonia |

Wieś królewska w starostwie brańskim w ziemi bielskiej województwa podlaskiego w 1795 roku. W latach 1975–1998 miejscowość administracyjnie należała do województwa białostockiego.
Według Powszechnego Spisu Ludności z 1921 roku wieś zamieszkiwało 396 osób, wśród których 341 było wyznania rzymskokatolickiego, 51 prawosławnego a 4 mojżeszowego. Jednocześnie wszyscy mieszkańcy zadeklarowali polską przynależność narodową. Było tu 74 budynki mieszkalne.
Chojewo jest siedzibą rzymskokatolickiej parafii Najświętszego Serca Pana Jezusa. We wsi mieści się kościół parafialny pw. Najświętszego Serca Pana Jezusa. Znajduje się tu także Szkoła Podstawowa im. Kardynała Stefana Wyszyńskiego, przystanek PKS, świetlica wiejska, punkt inseminacji zwierząt, sklep spożywczo-przemysłowy.